# General San Martín (departamento de La Rioja)

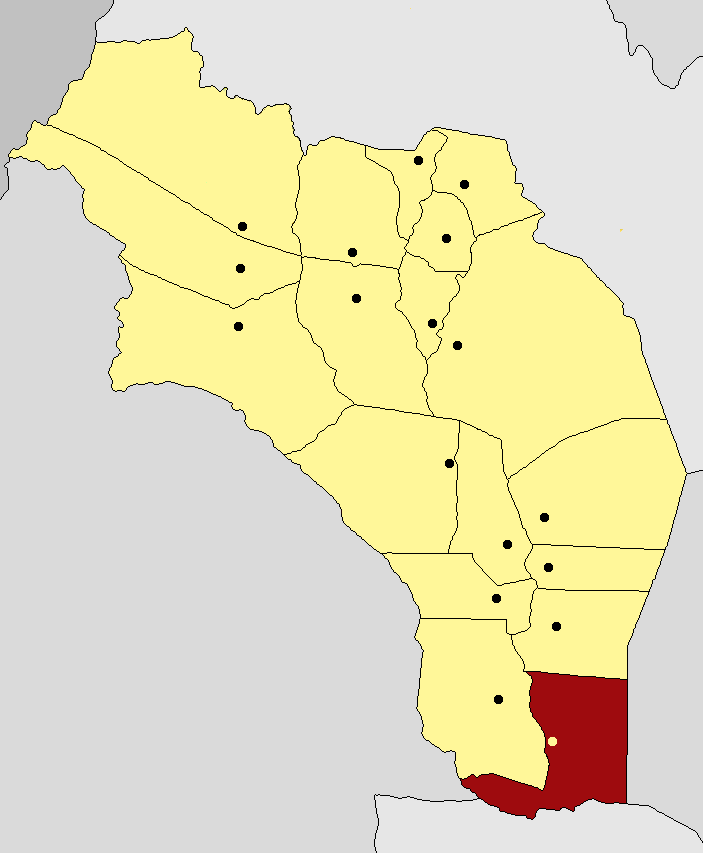
Departamento General San Martín (La Rioja - Argentina)

Departamento General San Martín (La Rioja) é um departamento da província de La Rioja, na Argentina.